# Bobovo pri Ponikvi
Bobovo pri Ponikvi je naselje u slovenskoj Općini Šentjuru. Bobovo pri Ponikvi se nalazi u pokrajini Štajerskoj i statističkoj regiji Savinjskoj. 

## Stanovništvo
Prema popisu stanovništva iz 2002. godine naselje je imalo 73 stanovnika.